# Olaf Gulbransson

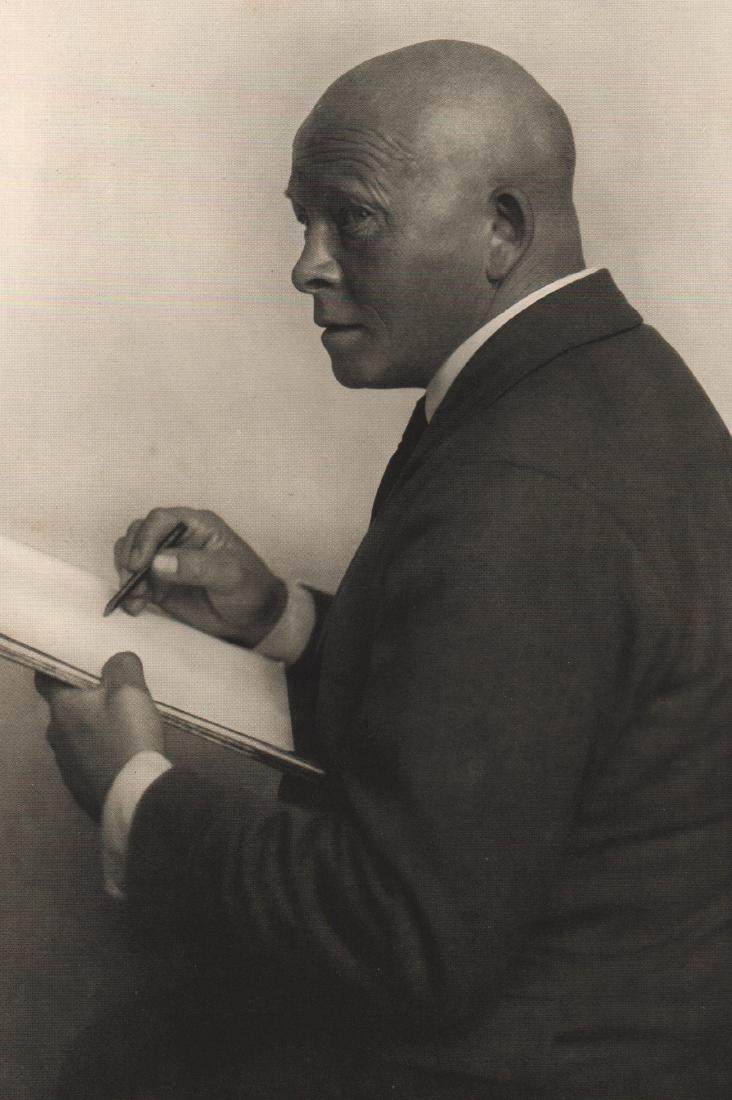
Olaf Gulbransson in 1929

Olaf Gulbransson (Oslo, 26 mei 1873 - Tegernsee, 18 september 1958) was een Noorse schilder en tekenaar. Vanaf 1890 publiceerde hij zijn met dunne lijnen getekende politieke karikaturen in Noorse satirische tijdschriften (Tyrihans, Paletten, Trangviksposten en Fluesoppen). In 1902 kwam Albert Langen via de dichter Bjørnstjerne Bjørnson in contact met Olaf Gulbransson en bood hem korte tijd later aan om aan het tijdschrift Simplicissimus mee te werken. Hier ontmoette hij ook zijn toekomstige echtgenote en schrijfster Margarethe Jehly (gehuwd in 1906, gescheiden in 1923). Gulbranssons eerste werk in Simplicissimus verscheen in december 1902. Zijn werk voor Simplicissimus vestigde zijn reputatie definitief.
Hij begon ook buiten het blad met verschillende leden uit de kring te werken. Zo verzorgde hij de entourage voor enige theatervoorstellingen van Gustav Meyrink. In 1914 werd hij opgenomen in de Berliner Sezession in Berlijn, sloot vriendschap met Paul Wegener en Max Liebermann en in 1917 werd hij lid van de academie van kunsten in Berlijn. In 1925 werd hij samen met Edvard Munch erelid van de Münchense academie van beeldende kunsten. Tussen 1923 en 1927 tekende hij ook voor het in Oslo verschijnende Tidens tegn. In 1933 werd ter ere van de zestigste verjaardag van Gulbransson een expositie in de kunstacademie van Berlijn georganiseerd, die twee dagen later op last van de NSDAP werd gesloten.
De twee voormannen van Simplicissimus, co-redacteur Franz Schoenberner en Heine, die de koers tegen het nationaalsocialisme ook na de machtsovername van Hitler wilden voortzetten, beschuldigden Gulbransson ervan achter de verdrijving van Heine te hebben gezeten en de pronazi-koers van het blad vanaf 1933 bewust te hebben gesteund. Vanaf de machtsovername door Hitler in 1933 veranderde Gulbransson zijn eerder kritische houding jegens de nazi's inderdaad in een meegaande houding. In hetzelfde jaar nam hij met onder meer Richard Strauss al publiekelijk stelling tegen een "Europese" Wagner-vertolking van Thomas Mann, waarin de nationale weg werd ontkend. Als gevolg van Gulbranssons opportunisme en collaboratie braken vele vriendschappen in deze periode af.
De nalatenschap van Gulbransson bevindt zich sinds 1996 in het archief van het Germanisches Nationalmuseum in Neurenberg. In Tegernsee bevindt zich sinds 1966 een Olaf Gulbransson museum, waar zijn karikaturen, landschapsschilderingen en portretten te zien zijn.

## Werk (incompleet)
- 24 Karikaturen, Christiania 1901
- Berühmte Zeitgenossen, München 1905
- Aus meiner Schublade, München 1912
- Es war einmal, München 1934